# Opera GX
Opera GX es un navegador web. Es una versión del navegador web Opera diseñada para jugadores de videojuegos en Microsoft Windows y macOS, desarrollado por la empresa noruega Opera Software, la cual ofrece varios software relacionados con Internet.

## Historia
Opera GX fue anunciado el 11 de junio de 2019, durante el E3.
El 7 de noviembre de 2019 se anunció una versión para macOS con posibilidad de registrarse para una versión de prueba hasta 19 el noviembre. Se publicó en acceso anticipado el 12 de diciembre de 2019.

## Funciones del navegador
Algunas de las funciones de Opera GX son funciones estándar de Opera, como bloqueador de publicidad y rastreadores, la superposición de vídeo en otras aplicaciones o una red privada virtual integrada.
Las características específicas de Opera GX están diseñadas específicamente para jugadores. Incluyen la capacidad de ajustar el uso permitido de CPU, RAM y ancho de banda en la aplicación y la integración de Twitch, Youtube y Reddit, donde los usuarios pueden navegar por la plataforma directamente a través de la barra de herramientas. El navegador también incluye una ventana titulada «GX Corner» donde están visibles los juegos futuros y ya publicados, las novedades o los juegos ofrecidos gratuitamente por varias tiendas online. También está GX Games que ofrece y reúne todos los géneros de juegos.
Además, posee un amplio catálogo de personalización, junto a los llamados «"Mods"», los cuales permiten cambiar aspectos como el color, musica, sonido de tecleo entre otros, generalmentente con una temática específica.